# فاطمة توبتاش
فاطمة توبتاش (بالتركية: Fatma Toptaş)‏ هي ممثلة تركية ولدت في يوم 25 تشرين الثاني 1982 في مدينة مرسين في تركيا، مثلت في مسلسل موسم الكرز.

## روابط خارجية
- فاطمة توبتاش على موقع IMDb (الإنجليزية)
- فاطمة توبتاش على موقع روتن توميتوز (الإنجليزية)
- فاطمة توبتاش على موقع ألو سيني (الفرنسية)
- فاطمة توبتاش على موقع أول موفي (الإنجليزية)
- فاطمة توبتاش على موقع قاعدة بيانات الفيلم (الإنجليزية)
- فاطمة توبتاش على موقع كينوبويسك (الروسية)